# Башкирська енциклопедія (видавництво)
Науково-видавничий комплекс «Башкирська енциклопедія» (рос. Научно-издательский комплекс «Башкирская энциклопедия») — державна автономна установа Республіки Башкортостан. Знаходиться в Уфі. Випускає енциклопедичну та словниково-довідникову літературу.

## Історія[1]
У травні 1991 року на виконання Постанови Ради Міністрів БРСР «Про підготовку та видання Башкирської радянської енциклопедії» в Інституті історії, мови і літератури Башкирського наукового центру Уральського відділення АН СРСР створено групу Башкирської енциклопедії (із лютого 1992 — відділ).
У лютому 1993 року на підставі Постанови Ради Міністрів РБ «Про підготовку до видання Башкирської енциклопедії» (від 19 січня 1993 року) відділ був переформатований у Головну редакцію Башкирської енциклопедії Академії наук Республіки Башкортостан. Були створені перші галузеві відділи: економіки та народного господарства; географії та геології; культури та мистецтва; літератури, фольклору та мовознавства; математики, фізики, техніки; історії; філософії, релігії, держави та права; науки, освіти та ЗМІ; біології, хімії, медицини; а також відділи наукового та літературного контролю; виробничо-технічний. У 1995 році Указом Президента Республіки Башкортостан М. Г. Рахімова Головна редакція була переформатована в Наукове видавництво. Із 2012 року науково-видавничий комплекс (до складу увійшло видавництво «Гилем»).

## Керівники[2]
Із 1993 керівник Головної редакції (головний редактор) Башкирської енциклопедії — З. Г. Ураксін. У 1995—1998 роках директор НІ «Башкирська енциклопедія» — Р. З. Шакуров, у січні-липні 1995 і 1998 — У. Г. Саїтов.

## Башкирська енциклопедія[3]
Головним проєктом видавництва впродовж декількох років є багатотомна Башкирська енциклопедія. Це зібрання знань про минуле та сьогодення Республіки Башкортостан складається з 7 томів і включає понад 17 тис. статей, третина з яких — біографічні. В енциклопедії міститься інформація про країни світу та суб'єкти Російської Федерації, з якими Республіка має історичні, економічні та культурні зв'язки; про райони та населені пункти Республіки Башкортостан; про географічні об'єкти (гори, річки, озера та ін.); про галузі економіки; про підприємства, установи, організації; про найважливіші історичні події; про народи республіки. Наводяться докладні відомості про культуру та побут башкирів. Висвітлюються питання освіти, науки, літератури, мистецтва.
У біографічних статтях представлена персоніфікована історія Башкортостану. Надоні відомості стосовно східних правителів і російських царів, вітчизняних і зарубіжних політичних діячів, які залишили помітний слід в історії Башкортостану; начальників башкирських кантонів; керівників великих народних повстань (Салават Юлаєв, Батирша та ін.); активних учасників революційного руху, Громадянської та Німецько-радянської війн; керівників республіки (М. Г. Рахімов, Р. З. Хамітов), організаторів виробництва, освіти та охорони здоров'я; відомих діячів науки (Н. А. Аїтов, М. А. Ільгамов, Б. М. Міркін, Ю. А. Урманцев, Ф. С. Файзуллін та ін.), літератури (Мустай Карім, Н.Мусін, Я. Хамматов, Д. Юлтий та ін.) і мистецтва (З.Ісмагілов, А. Тюлькін та ін.); знаменитих спортсменів і тренерів (Г. Куклева, Т. Тансиккужина, М. Чудов і ін.); релігійних діячів. До видання також включені статті про відомих в краї дворянських родів, династії підприємців, представників башкирської діаспори та уродженців Башкортостану, які отримали визнання за його межами (Р. Нурєєв, В. Співаков, І. Чурикова, Ю. Шевчук) .

## Нагороди
- Почесна грамота Першого Всеросійського конкурсу регіональної та краєзнавчої літератури «Мала Батьківщина» в номінації «Люди нашого краю» (2005) за видання енциклопедії «Салават Юлаєв».
- Державну премію Республіки Башкортостан в області науки і техніки в 2015 році отримали: генеральний директор видавництва У. Г. Саїтов, заступник генерального директора К. В. Агліулліна, редактор видавництва Л. В. Шарапова, член-кор. РАН М. А. Ільгамов і член-кор. Академії наук РБ Б. М. Міркін за створення багатотомної Башкирської енциклопедії.

## Видання

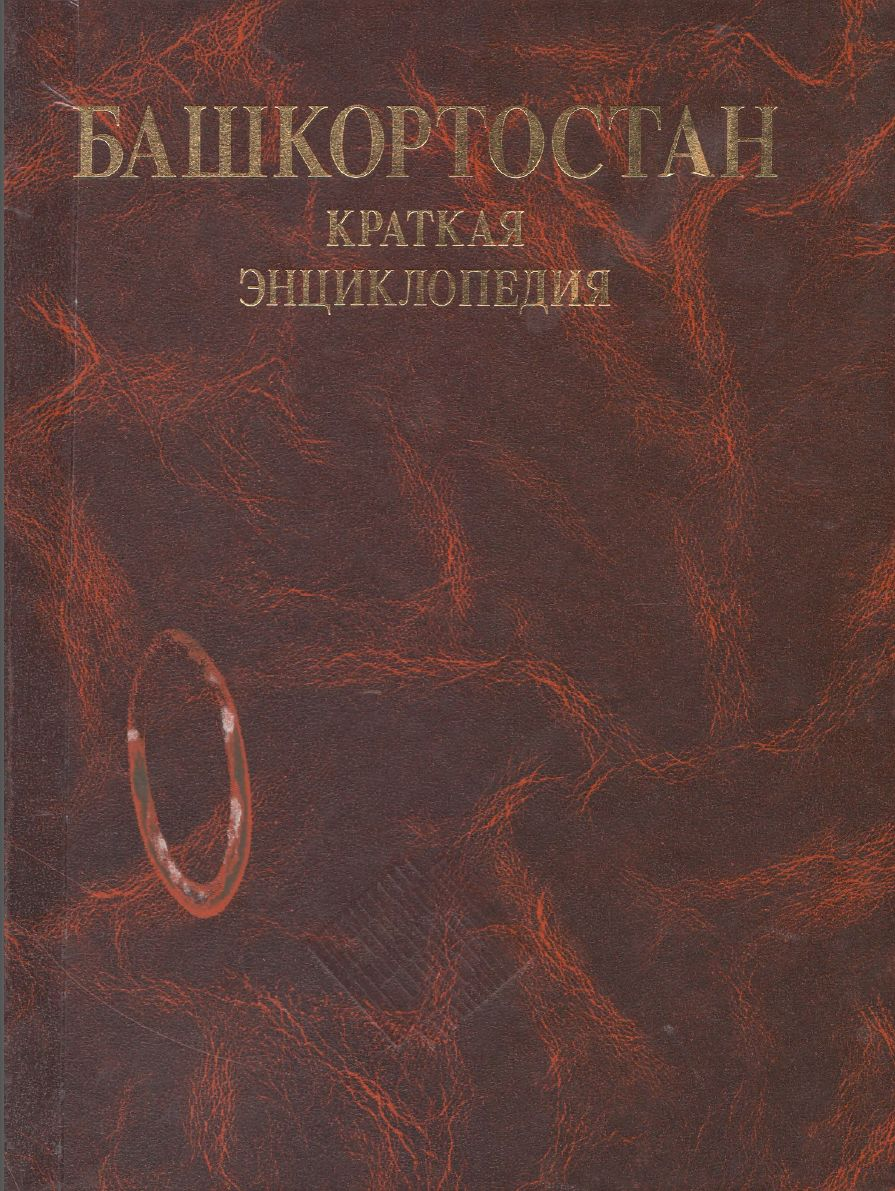

Випущено понад 60 видань загальним тиражем понад 420 тис. примірників, в тому числі:
- Башкортостан: Краткая энциклопедия. — Уфа: НИ Башкирская энциклопедия, 1996. — 672 с.
- Башкортостан: Краткая энциклопедия (на баш. яз.). — Уфа: НИ Башкирская энциклопедия, 1997.
- Зилаирский район: энциклопедия. — Уфа: НИ Башкирская энциклопедия, 2000. — 152 с.
- Хусаинов Г. Б. Ахметзаки Валиди Тоган (на баш. яз.). — Уфа: НИ Башкирская энциклопедия, 2000. — 384 с.
- Суфьянова Н. Ф., Ишмухаметов З. К. Орфографический словарь башкирского языка (на баш. яз.). — Уфа: НИ Башкирская энциклопедия, 2002. — 352 с.
- Русско-башкирско-турецко-английский словарь. — Уфа: НИ Башкирская энциклопедия, 2002. — 304 с.
- Хайретдинов С. С. Русско-башкирско-латинский словарь ботанических терминов. — Уфа: НИ Башкирская энциклопедия, 2002. — 60 с.
- Хисамитдинова Ф. Г. Башкирский язык для малышей (на баш. и рус. яз.). — Уфа: НИ Башкирская энциклопедия, 2002. — 120 с.
- Бикбулатов Н. В., Юсупов Р. М., Шитова С. Н., Фатыхова Ф. Ф. Башкиры: этническая история и традиционная культура. — Уфа: НИ Башкирская энциклопедия, 2002. — 247 с.
- Ямалетдинов М. Коран: поэтические переводы (на баш. яз.). — Уфа: НИ Башкирская энциклопедия, 2002. — 160 с.
- Салават Юлаев: энциклопедия. — Уфа: НИ Башкирская энциклопедия, 2004. — 360 с.
- Русско-башкирский словарь: в 2 томах/Под ред. З. Г. Ураксина. — Уфа: НИ Башкирская энциклопедия, 2005.
- Башкирская энциклопедия: в 7 томах. — Уфа: НИ Башкирская энциклопедия, 2005—2011.
- Тупеев С. Х. Толковый словарь башкирских личных имён. — Уфа: НИ Башкирская энциклопедия, 2010. — 480 с.
- Отдых и туризм в Башкортостане: детский отдых, семейный отдых, туристические организации. — Уфа: НИ Башкирская энциклопедия, 2011. — 128 с.
- Газпром нефтехим Салават. — Уфа: НИК Башкирская энциклопедия, 2012. — 472 с.
- Военная история башкир. — Уфа: НИК Башкирская энциклопедия, 2013. — 432 с.
- Баймакская энциклопедия. — Уфа: НИК Башкирская энциклопедия, 2013. — 640 с.
- Энциклопедия «Народы Башкортостана». — Уфа: НИК Башкирская энциклопедия, 2014. — 528 с.
- Ишимбайская энциклопедия. — Уфа: Башкирская энциклопедия, 2015. — 656 с. — 3000 экз. — ISBN 978-5-88185-205-4.
- Башкирский комсомол: энциклопедия . — Уфа: Башкирская энциклопедия, 2016. — 608 с. — ISBN 978-5-88185-291-7.

## Плани видавництва
- Абзеліловська енциклопедія
- Хайбуллінська енциклопедія
- Башкирський комсомол
- Енциклопедія «Сібай»
- Енциклопедія «Мустай Карім»

## Структрура видавництва
Структурними підрозділами видавництва Башкирська енциклопедія є:
- Інститут енциклопедичних досліджень
- Видавництво «Гилем»;
- Видавництво «ЮША»;
- Редакція журналу «Вестник АН РБ»;
- Редакція журналу «Проблемы востоковедения»;
- Магазин «БашАкадемКнига»;
- Типографія.